# Ратконрат
Ратконрат (англ. Rathconrath; ирл. Ráth Conarta) — деревня в Ирландии, находится в графстве Уэстмит (провинция Ленстер) рядом с региональной дорогой R392 примерно в 12 километрах от Маллингара.